# Laval-d'Aurelle
Laval-d'Aurelle is een plaats en voormalige gemeente in het Franse departement Ardèche (regio Auvergne-Rhône-Alpes) en telt 58 inwoners (2009). De plaats maakt deel uit van het arrondissement Largentière. Laval-d'Aurelle is op 1 januari 2019 gefuseerd met de gemeente Saint-Laurent-les-Bains tot de gemeente Saint-Laurent-les-Bains-Laval-d'Aurelle. 

## Geografie
De oppervlakte van Laval-d'Aurelle bedraagt 8,3 km², de bevolkingsdichtheid is dus 7 inwoners per km².
De onderstaande kaart toont de ligging van Laval-d'Aurelle met de belangrijkste infrastructuur en aangrenzende gemeenten.

## Demografie
Onderstaande figuur toont het verloop van het inwonertal (bron: INSEE-tellingen).
Vanwege een beveiligingsprobleem met de MediaWiki Graph-software is het momenteel niet mogelijk deze grafiek weer te geven. Zodra de software is bijgewerkt zal de grafiek vanzelf weer zichtbaar worden.